# Diadumenianus
Marcus Opellius Antoninus Diadumenianus was zeer korststondig (23 dagen) Romeins keizer: 16 mei - 8 juni 218.
Diadumenianus was slechts 8 jaar oud toen hij in april 217 tot Caesar (onderkeizer of kroonprins) werd benoemd en diende onder zijn vader Macrinus. Later, op 16 mei 218 werd hij verheven tot augustus (medekeizer) met zijn vader wat gepaard ging met een flinke bonus aan de pretoriaanse garde. Zijn vader werd echter op 8 juni door de legioenen bij Antiochië in Syrië verslagen en Elagabalus werd keizer. Macrinus heeft nog geprobeerd zijn 10-jarig zoontje in veiligheid te stellen voordat hij noordwaarts vluchtte, maar Diadumenianus werd gevangengenomen en later in juni gedood. Zijn hoofd werd aan Elagabalus, de nieuwe keizer, als trofee aangeboden.